# Jaguar R5
O Jaguar R5 foi o último modelo da equipe Jaguar Racing da temporada de 2004 da Fórmula 1. Condutores: Mark Webber e Christian Klien.
Em 2005 tornou-se Red Bull Racing, mantendo Klien na equipe.

## Resultados[1]
(legenda) 
| Ano  | Chassis | Motor             | Pneus | N° | Pilotos         | 1   | 2   | 3   | 4   | 5   | 6   | 7   | 8   | 9   | 10  | 11  | 12  | 13  | 14  | 15  | 16  | 17  | 18  | Pontos | Posição |  |
| ---- | ------- | ----------------- | ----- | -- | --------------- | --- | --- | --- | --- | --- | --- | --- | --- | --- | --- | --- | --- | --- | --- | --- | --- | --- | --- | ------ | ------- |  |
|      |         |                   |       |    |                 |     |     |     |     |     |     |     |     |     |     |     |     |     |     |     |     |     |     |        |         |  |
|      |         |                   |       |    |                 | AUS | MAL | BHR | SMR | ESP | MON | EUR | CAN | USA | FRA | GBR | GER | HUN | BEL | ITA | CHN | JPN | BRA |        |         |  |
| 2004 | R5      | Cosworth CR-6 V10 | M     | 14 | Mark Webber     | Ret | Ret | 8   | 13  | 12  | Ret | 7   | Ret | Ret | 9   | 8   | 6   | 10  | Ret | 9   | 10  | Ret | Ret | 10     | 7º      |  |
| 2004 | R5      | Cosworth CR-6 V10 | M     | 15 | Christian Klien | 11  | 10  | 14  | 14  | Ret | Ret | 12  | 9   | Ret | 11  | 14  | 10  | 13  | 6   | 13  | Ret | 12  | 14  | 10     | 7º      |  |